# 4shared
4shared là một dịch vụ lưu trữ file được thành lập năm 2005 bởi Alex Lunkov và Sergey Chudnovsky. Hiện 4shared có 5.300.234 người dùng, 11.000.222 lượt truy cập mỗi ngày, 940 TB file lưu trữ và 317 TB file được truyền hàng ngày.
Trang này lưu trữ, chia sẻ và duyệt bốn loại file chính: video, âm nhạc, ảnh và sách.

## Sử dụng
4shared cho phép người dùng tải lên và tải xuống các file với bất kỳ trình duyệt web nào. Đăng ký cơ bản cho phép người dùng tải lên 1024 MB vào tài khoản của mình. Xác nhận đăng ký qua e-mail sẽ mở rộng dung lượng lưu trữ tới 15 GB. Người dùng trả phí được cấp dung lượng 100 GB để lưu trữ các file.
Sau khi tải file lên thành công, người dùng được cấp một URL duy nhất cho phép những người khác tải xuống file. Các file đã tải lên sẽ được lưu giữ cho tới khi trong 30 ngày người dùng đăng nhập tài khoản ít nhất một lần hay có ít nhất một file được tải xuống. Tài khoản trả phí sẽ không bị hết hạn tới khi nào người dùng còn là thành viên trả phí. Giao diện người dùng thân thuộc bởi chức năng chuẩn windows explorer.
Người dùng không đăng ký phải đợi 20 giây khi xếp hàng tải xuống (không phải nhập CAPTCHA) và có thể tải xuống cùng lúc nhiều file.

## Tính năng
Người dùng có thể xếp hạng các file (xếp hạng 5 sao), chia sẻ chúng qua các trang mạng xã hội, để lại nhận xét. Mỗi người dùng đều có trang riêng có thể tùy chỉnh với các số liệu thống kê. Người dùng còn có thể mua thuê bao tài khoản của những người dùng khác và theo dõi cập nhật của họ. Tính năng này hoạt động tương tự như những gì bạn thấy trên Facebook và Twitter.
4shared có hệ thống tìm kiếm mở rộng cho phép tìm kiếm định dạng file cụ thể. 

### Định dạng âm thanh
mp3, m3u, m4u, mid, ogg, ra, ram, rm, wav, wma.

### Định dạng Video
3GP, avi, mov, mp4, mpeg, mpg, swf, asf, wmv, m2ts, flv.

### Định dạng đồ họa
bmp, dwg, gif, jpg, png, psd, tif.

### Định dạng file nén
kmz, package, rar, zip.

### Định dạng file văn bản
doc, lit, mdb, pdf, pps, ppt, rtf, srt, txt, wps, xls.

### Định dạng file chương trình
exe, jar.

### Định dạng file Web
htm, html.

### Định dạng file Mobile
nth, prc, sis.

## Phần mềm

### 4shared Desktop
4shared Desktop là chương trình quản lý tải lên/tải xuống có hỗ trợ kéo&thả các file và bổ sung thêm một tùy chọn vào trình đơn chuẩn Windows theo ngữ cảnh thường được gọi ra khi bấm chuột phải vào file. Ứng dụng này hỗ trợ tính năng tải lên nhiều file, đồng bộ hóa (hiện làm việc với chế độ beta) và tùy chọn bảo vệ file bằng mật khẩu. Chỉ dùng cho Microsoft Windows.

### 4shared Mobile
4shared Mobile là một ứng dụng tương tự như 4shared Desktop. Nó cho phép điện thoại di động dùng Symbian OS và người dùng iPhone truy cập nhanh vào các tài khoản của mình, quản lý các file và tìm kiếm file mới. Người dùng có thể tạo danh mục những file ưa thích để truy cập nhanh, phân loại file theo thư mục …vv.

### 4shared Toolbar
4shared cũng tung ra Thanh công cụ của mình dùng cho Internet Explorer và Firefox. Ứng dụng này cho phép truy cập trực tiếp các tài khoản 4shared của người dùng và tìm kiếm, các trang mạng xã hội. 4shared Toolbar cũng cho phép xem truyền hình kỹ thuật số, nghe radio và theo dõi thời tiết…vv.

## Điều khoản sử dụng và Chính sách Riêng tư
4shared là thương hiệu chính thức. Các hoạt động của người dùng 4shared được quản lý bởi Điều khoản sử dụng và Chính sách Riêng tư 4shared. 4shared tuân thủ Digital Millennium Copyright Act ("DMCA").
4shared hợp tác với APCM – Associacao Anti-Pirataria Cinema e Musica, Gameloft GrayZone Inc (Rhino Entertainment, Warner Strategic Marketig), Kogan Page, Linotype GmbH, Pearson Education, Publishers-antipiracy.net, RIAA, Websheriff, Microsoft, Needlework Designers, Graf Records, FiveWin, ADM Records, MG/Curb Records, Cassandra Clare, Apple, …vv.
Dịch vụ 4shared cung cấp tài khoản để lưu trữ dữ liệu hợp pháp. Tuy nhiên, 4shared không có nghĩa vụ kiểm tra nội dung tài khoản, nhưng có quyền kiểm định bất kỳ tư liệu nào bị nghi vi phạm điều khoản sử dụng 4shared, gỡ bỏ nội dung, vô hiệu hay hủy tài khoản của người xâm phạm quyền sở hữu trí tuệ của người khác hay có thể khiến 4shared phải chịu trách nhiệm dân sự hay hình sự.

## Các vấn đề pháp lý
4shared không có tiền sử về các vấn đề pháp lý.

## Bản địa hóa
Trang web được duy trì bằng 15 ngôn ngữ, bao gồm A rập, Trung Quốc, Anh, Pháp, Ý, Nhật Bản, Hàn Quốc, Malaysia, Ba Lan, Bồ Đào Nha, Nga, Tây Ban Nha, Thái Lan, Thổ Nhĩ Kỳ và tiếng Việt.

## Tham chiếu
1. ↑  Mô tả công ty trên Crunchbase
2. ↑  Mô tả công ty trên AboutUs.org
3. ↑  "PCWorld về 4shared". Bản gốc lưu trữ ngày 19 tháng 7 năm 2012. Truy cập ngày 4 tháng 10 năm 2010.
4. ↑  "Techie Buzz về 4shared". Bản gốc lưu trữ ngày 20 tháng 5 năm 2010. Truy cập ngày 4 tháng 10 năm 2010.
5. ↑  4shared lọt vào 15 Tài sản Trực tuyến Hàng đầu (Top 15 Online Properties) do Total Brazilian Unique Visitors xếp hạng
6. 1 2  "Các thống kê của công ty trên Siteanalytics.compete.com". Bản gốc lưu trữ ngày 1 tháng 12 năm 2017. Truy cập ngày 4 tháng 10 năm 2010.
7. ↑  Digital Millennium Copyright Act